# 1,8-bis(dimetilammino)naftalene
L'1,8-bis(dimetilammino)naftalene è un composto organico derivato dal naftalene avente formula C10H6(NMe2)2 (dove Me sta per metile) e classificato come peri-naftalene, in quanto derivato 1,8-disostituito del naftalene. L'1,8-Bis(dimetilammino)naftalene possiede una struttura piuttosto rara, che gli conferisce una basicità eccezionalmente alta, tanto che in commercio è noto come "Proton Sponge" (letteralmente "spugna per protoni"), nome utilizzato per il prodotto messo in vendita dalla ditta produttrice di composti chimici Sigma-Aldrich.

## Struttura e proprietà
L'1,8-Bis(dimetilammino)naftalene è una diammina in cui i due gruppi dimetilamminici si trovano sullo stesso lato, vale a dire in posizione -peri, dell'anello naftalenico.
Con una costante di dissociazione acida, pKa, per il suo acido coniugato in soluzione acquosa, pari a 12,34, questo composto è una delle più forti basi organiche conosciute. Come altre superbasi organiche, anche l'1,8-Bis(dimetilammino)naftalene è tanto impedito stericamente da riuscire solamente a legare il piccolo H+ e nessun altro tipo di catione. Una tale basicità è dovuta all'allentamento della tensione sul legame che deriva dalla protonazione e/o dalla forte interazione tra i doppietti elettronici non condivisi dei due atomi di azoto. Inoltre, sebbene molte ammine aromatiche, come ad esempio l'anilina, mostrino una basicità ridotta perché il doppietto elettronico, posto sull'orbitale 2p, dell'atomo di azoto è parzialmente condiviso con l'anello aromatico per risonanza ed è pertanto meno disponibile per essere ceduto a specie chimiche acide, ciò non accade per questa molecola, poiché i gruppi metile sui due atomi di azoto, con il loro ingombro, impediscono ai suoi sostituenti di adottare una conformazione planare. A causa di questo suo essere stericamente impedito, l'1,8-Bis(dimetilammino)naftalene è inoltre un debole nucleofilo e, proprio in virtù di tutte queste sue proprietà, tale composto è utilizzato in sintesi organica come base non nucleofila altamente selettiva.
Questa superbase mostra anche un'elevata affinità con il boro ed è in grado di sostituire uno ione idruro da un borano a formare una coppia ionica boronio-boroidruro.

## Preparazione
Come detto, l'1,8-Bis(dimetilammino)naftalene è reperibile in commercio con il nome di "Proton Sponge"; in laboratorio esso può essere ottenuto attraverso la metilazione dell'1,8-diamminonaftalene con iodometano, comunemente chiamato anche ioduro di metile, o dimetilsolfato, chiamato anche solfato dimetilico.

## Composti simili
Negli ultimi anni è stata sviluppata una seconda generazione di spugne protoniche, con una basicità ancora più alta dell'1,8-Bis(dimetilammino)naftalene; tra i composti che ne fanno parte si può citare l'1,8-bis(esametiltriamminofosfazenil)naftalene, o HMPN, che è sintetizzato a partire dall'1,8-diamminonaftalene per reazione di questo con del bromuro di tris(dimetilamino)bromofosfonio in presenza di trietilammina. L'HMPN in acetonitrile ha un pKBH+ pari a 29,9, un valore di 11 ordini di grandezza maggiore rispetto a quello l'1,8-Bis(dimetilammino)naftalene.